# Cristina Flutur
Cristina Flutur (n. 1978, Iași, România) este o actriță de teatru și film din România, câștigătoare a Premiului pentru interpretare feminină la Festivalul Internațional de Film de la Cannes.

## Prezentare
În 2012 primește Premiul pentru interpretare feminină la Festivalul Internațional de Film de la Cannes, pentru rolul Alinei, personaj principal în drama După dealuri, în regia lui Cristian Mungiu. Este primul ei rol într-un film.
Din 2004 până în 2013 face parte din trupa Teatrului Național „Radu Stanca” din Sibiu, unde joacă roluri dintre cele mai diverse în piese de teatru clasice și moderne, sub îndrumarea unor reputați regizori români și străini.
Susține spectacole atât pe scene de teatru din România, cât și pe scene internaționale.

## Biografie
E absolventă a Facultății de Litere, secția Actorie, a Universității „Babes Bolyai” din Cluj Napoca, la clasa profesorilor Miklos Bacs (actor al Teatrului Maghiar de Stat, Cluj-Napoca)  și Irina Wintze (actriță a Teatrului Național Cluj-Napoca) .

## Activitate artistică

### Teatru
După absolvirea Facultății de Litere, secția Actorie, Cristina Flutur se alătură trupei Teatrului Național „Radu Stanca” din Sibiu, România
I se propun importante roluri în numeroase spectacole, lucrând sub îndrumarea unor cunoscuți regizori români (Alexandru Dabija, Radu Alexandru Nica, Gavriil Pinte, Andrei Șerban, Vlad Massaci, Tompa Gabor, Silviu Purcărete, Rodica Radu, Alexander Hausvater, Adriana Popovici, Florin Zamfirescu) și străini (Andrij Zholdak, Robert Raponja).
În cadrul Festivalului Internațional de Teatru de la Sibiu interpretează diferite roluri și în spectacole lectură, înregistrate pentru Radio România Cultural.
Joacă pe scene naționale: Sibiu, Mangalia (la Gala Tânărului Actor), București (Festivalul Național de Teatru), dar și în afara țării, cu ocazia turneelor Teatrului Național „Radu Stanca” la Kiev, Sarajevo, Helsinki, Sankt-Petersburg, Skopjie, Trabzon, Ljiubljana, Napoli, Bogota, Roma.
Proiecte teatrale la Sibiu 
- „Platonov” de A.P. Cehov, regie, Alexandru Dabija, rol, Alexandra Ivanovna;
- „Vremea dragostei, vremea morții” de Fritz Kater, regie, Radu Alexandru Nica, rol, o elevă, profesoară, povestitor;
- „Turandot” după Carlo Gozzi, regie, Andrij Zholdak, rol, Turandot;
- „Ghidul copilăriei retrocedate” după Andrei Codrescu, regie, Gavriil Pinte, rol, Dulcea;
- „Metamorfoze” după Publius Ovidius Naso, regie, Silviu Purcărete, spectacol de improvizații;
- „Love-Factory” de Darko Lukic, regie, Robert Raponja, rol, Marie Duplessis;
- „Viața cu un idiot” de Victor Erofeev, regie, Andrij Zholdak, rol, Soția;
- „Othello?!” după William Shakespeare, regie, Andrij Zholdak, rol, Desdemona;
- „Astăzi nu se fumează” după texte de Iustin Panta, regie, Gavriil Pinte, rol, Iustina;
- „Pescărușul” de Anton Pavlovici Cehov, regie, Andrei Șerban, rol, Nina Zarecinaia, Proiect pentru Sibiu Capitală Culturală Europeană, 2007;
- „Plastilina” de Vasili Sigariev, regie, Vlad Massaci, rol, Spira;
- „Rinocerii” de Eugen Ionesco, regie, Tompa Gabor, rol, Chelnerița;
- „Cumnata lui Pantagruel” după Rabelais, regie, Silviu Purcărete, spectacol de improvizație;
- „Vocea umană” de Jean Cocteau, regie, Rodica Radu (one-woman show);
- „Derby – campionat de improvizație”, regie, Alexander Hausvater, spectacol de improvizație;
- „Joia dulce” după John Steinbeck, regie, Adriana Popovici, rol, Ida;
- „Norii” de Aristofan, regie, Florin Zamfirescu, rol, personaj în corul fetelor.

Proiecte teatrale în București
- 2017 - „Trei surori” de A.P. Cehov, regie  Gavriil Pinte, rol, Mașa - Radio România Cultural;
- 2017-2019 - "Konkurs" după Al. Galin, regie Emanuel Pârvu, rol, Nina Ionescu - Teatrul Metropolis.

### Film
În 2011 i se oferă rolul Alinei Ringhiș în filmul „După dealuri”, regizat de Cristian Mungiu. Este primul ei rol intr-un film.
La Festivalul Internațional de Film de la Cannes din 2012 i se acordă pentru acest rol Premiul pentru Interpretare Feminină , fiind  remarcată pentru intensitatea emoțiilor, forța, naturalețea și autenticitatea jocului. 
Filmul „După dealuri” a fost selectat pentru a intra în competiția filmelor participante la cea de-a 65-a ediție a Festivalului Internațional de Film de la Cannes.
În 2013 Cristina Flutur începe filmările pentru miniseria TV „Resistance”, produsă pentru TF1 de Alain Goldman, producătorul filmului „La Mome” . Interpretează rolul Cristinei Luca Boico, evreică româncă implicată în acțiunile Rezistenței Franceze în timpul celui de-al Doilea Război Mondial. Cele 6 episoade ale mini-seriei sunt difuzate în mai, 2014, pe canalul francez TF1 și pe RTS Un, în Elveția, iar în 2015 mini-seria a putut fi urmărită pe canalul englez More4. Din distribuție fac parte și celebrii actori francezi Fanny Ardant, Richard Berry și Isabelle Nanty.
În 2014 joacă primul ei rol în engleză în co-producția internațională Grâne, regizată de regizorul turc Semih Kaplanoglu. Filmul a avut premiera în 2017 la Festivalul de Film de la Sarajevo și a primit Marele Premiu la Festivalul Internațional de Film de la Tokyo.
Cristina Flutur își continuă cariera cinematografică, jucând în română, engleză, franceză și italiană în producții românești și internaționale.
Filmografie
- „După Dealuri” (România/Belgia/Franța), lungmetraj, 2012, regia: Cristian Mungiu, rol: Alina Ringhiș;
- „Resistance” (Franța), mini-serie TV, 2014, regia: David Delrieux & Miguel Courtois, producător: Alain Goldman, rol: Cristina Boico (în limba franceză);
- „Raisa” (Austria/Moldova/România), scurtmetraj, 2015, regia: Pavel Cuzuioc, rol: Raisa;
- „Fragments of Gabi” (Belgia/România), scurtmetraj, 2016, regia: Jaro Minne, rol: Gabi;
- Grâne (Turcia/Germania), lungmetraj, 2017, regia: Semih Kaplanoglu, rol: Alice;
- „Hawaii” (România), lungmetraj, 2017, regia: Jesus del Cerro, rol: Ioana Bălan;
- „When I Die the World Ends” (Suedia/Grecia/Germania), scurtmetraj, 2018, regia: Jennifer Rainsford, rol: Anna-Helen;
- „Să nu ucizi” (România), lungmetraj, 2018, regia: Gabi Sarga & Cătălin Rotaru, rol: Sofia;
- „Cu unul în plus” (România), scurtmetraj, 2018, regia: Valeriu Andriuță, rol: Marina;
- „Backdraft II” (SUA), lungmetraj, 2019, regia: Gonzalo Lopez-Gallego, rol: Mother;
- „Cărturan” (România), lungmetraj, 2019, regia: Liviu Săndulescu, rol: Ana;
- „Villetta con ospiti” (Italia), lungmetraj, 2020, regia: Ivano de Matteo, rol: Sonia;
- „Une femme de notre temps” (Franța), lungmetraj, 2022, regia: Jean Paul Civeyrac, rol: Virginia;
- „Wait Two Days” (Belgia/România), scurtmetraj, 2023, regia: Jaro Minne, rol: Gabi;
- „Gefilte Fish” (România), lungmetraj, 2023, regia: Andrei Cohn, rol: Nina;
- „The Drone” (Olanda), scurtmetraj, 2023, regia: Rutger Wolfson, roluri: Redhead 1, Redhead 2, POD computer voice, Control;

## Premii și distincții
- 2010 - Diploma de Excelență pentru Promovarea și Păstrarea Patrimoniului Cultural Sibian, acordată de Ministerul Culturii pentru activitatea pe scena Teatrului Național „Radu Stanca”, Sibiu, România[13]
- 2012  - Premiul pentru interpretare feminină - Festivalul Internațional de Film de la Cannes, pentru rolul Alina din filmul „După dealuri”, în regia lui Cristian Mungiu
- 2013 - Femeia Anului 2012 - „Ambasador al Artei Românești peste Hotare” pentru rolul din filmul  "După dealuri", distincție oferită de către revista „Avantaje”, București, România[14]
- 2017 - Premiu Tribut - Aswan International Women Film Festival, Egipt
- 2018 - Nominalizare pentru Cea mai bună Actriță în rol principal - Premiile Gopo, pentru rolul Ioana din filmul "Hawaii", regia Jesus del Cerro
- 2018 - Premiul pentru debut - Teatrul Național Radiofonic, pentru rolul Mașa din piesa de teatru radiofonic "Trei surori", regia Gavriil Pinte